# Euphyia nigrofasciata
Euphyia nigrofasciata là một loài bướm đêm trong họ Geometridae.